# Lily McInerny
Lily McInerny (nacida el 13 de diciembre de 1998) es una actriz estadounidense. Fue nominada a Mejor Actuación Revelación en los Film Independent Spirit Awards de 2023 por su papel en la película Nunca llueve en California de 2022.

## Primeros años
Originaria de la ciudad de Nueva York,   McInerny comenzó a actuar en la escuela primaria cuando tenía ocho años. A los trece años, audicionó con éxito para la Escuela Secundaria de Música y Arte y Artes Escénicas Fiorello H. LaGuardia . Después de la secundaria, asistió a la universidad en Vermont para estudiar una licenciatura en artes escénicas. 

## Carrera
En 2022, McInerny participó en Nunca llueve en California, que se estrenó en el Festival de Cine de Sundance y por la que fue nominada a Mejor Actuación Revelación en los trigésimo octavos Premios Independent Spirit.  Tenía diecinueve años cuando leyó por primera vez el papel y poco más de veinte cuando se filmó, interpretando el papel de una joven de diecisiete años.  Antes de interpretar el papel, buscó un terapeuta que la ayudara con los aspectos emocionales de la historia y ante la presión de su primer papel profesional.  Ella afirmó que “no podría haber pedido una película más especial para mi debut”.  La revista Rolling Stone afirmó que McInerny había “interpretado a la perfección” su papel. 
En noviembre de 2022 hizo su debut en el escenario de Nueva York en la obra escrita por Bess Wohl, Camp Siegfried, dirigida por David Cromer  También apareció como Macy en la serie original de Hulu Tell Me Lies . 
En 2023 fue elegida para una adaptación contemporánea de la novela Bonjour Tristesse de Françoise Sagan de 1958, actuando junto a Claes Bang y Chloë Sevigny . 

## Filmografía

### Película
| Año  | Título                      | Role   | Notas                                                                      |
| ---- | --------------------------- | ------ | -------------------------------------------------------------------------- |
| 2022 | Nunca llueve en Californiaa | Lea    | Nominado al premio Independent Spirit a la mejor interpretación revelación |
| 2024 | Bonjour Tristesse           | Cécile |                                                                            |

| Año  | Título       | Role | Notas       |
| ---- | ------------ | ---- | ----------- |
| 2022 | Tell Me Lies | Macy | 2 episodios |

### Teatro
| Año  | Título             | Role  | Evento | Notas             |
| ---- | ------------------ | ----- | ------ | ----------------- |
| 2022 | Camp Siegfried     | Su    |        | Fuera de Broadway |
| 2024 | The Animal Kingdom | Sofía |        |                   |